# Sheranapis
Sheranapis is een geslacht van spinnen uit de  familie van de Anapidae (Dwergkogelspinnen).

## Soorten
- Sheranapis bellavista Platnick & Forster, 1989
- Sheranapis quellon Platnick & Forster, 1989
- Sheranapis villarrica Platnick & Forster, 1989